# Wechselladerfahrzeug (Gefahrenabwehr)
Das Wechselladerfahrzeug (WLF) ist ein Einsatzfahrzeug, das mehrere Hauptaufgaben in einem Fahrzeug vereint. Wechselladerfahrzeuge dienen dem Transport von in oder auf austauschbaren Abrollbehältern verlasteten, feuerwehrtechnischen Einsatzmitteln. Zur Aufnahme der jeweiligen Abrollbehälter verfügen die WLF über eine fest mit dem Fahrgestell verbundene Wechselladereinrichtung.

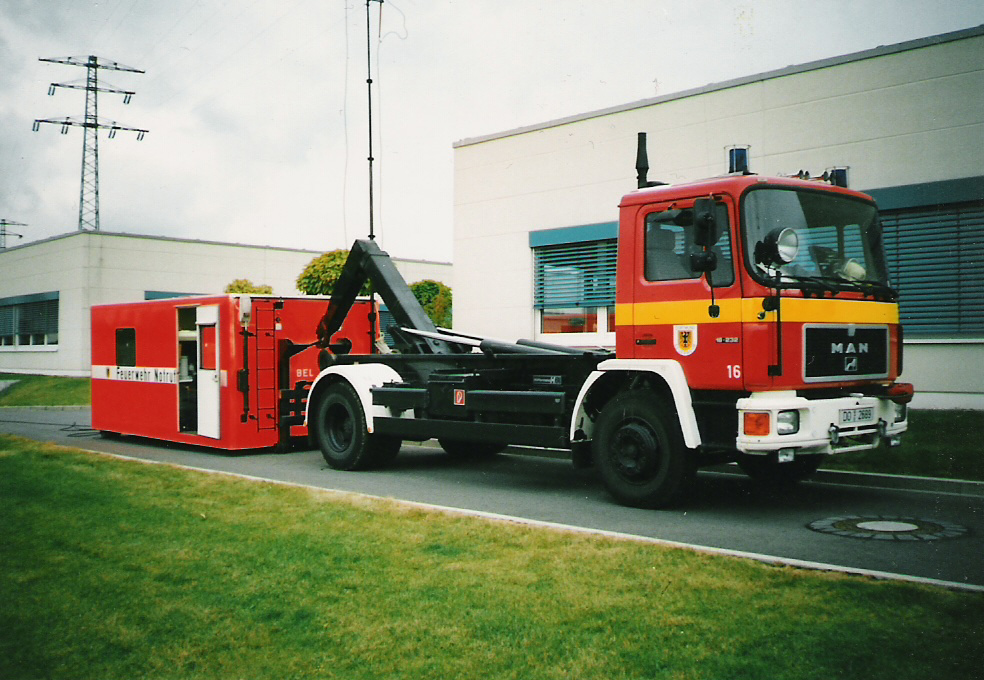
WLF mit AB-Einsatzleitung

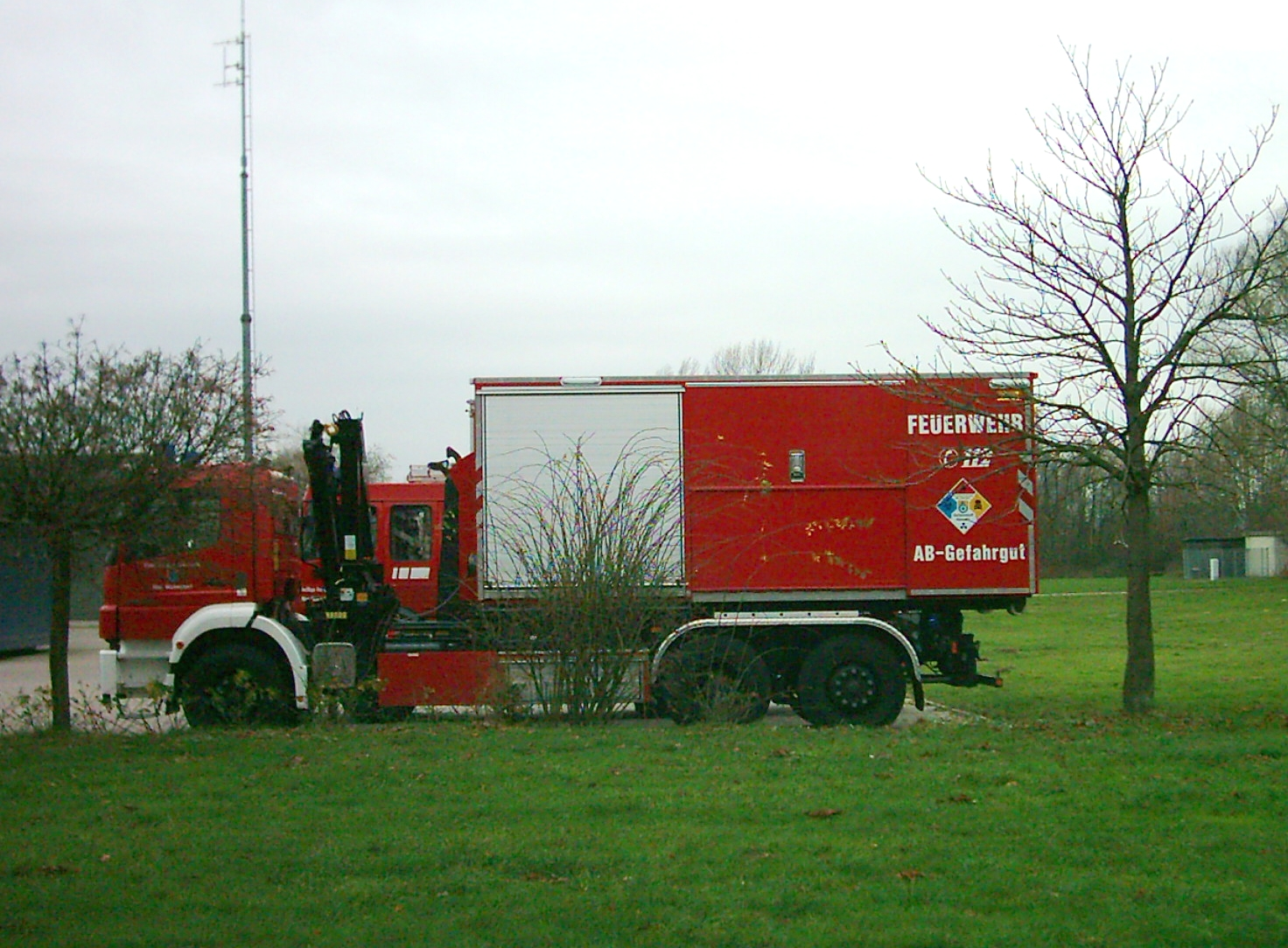
WLF-Kran mit AB-Gefahrgut

## Aufgaben von Wechselladerfahrzeugen

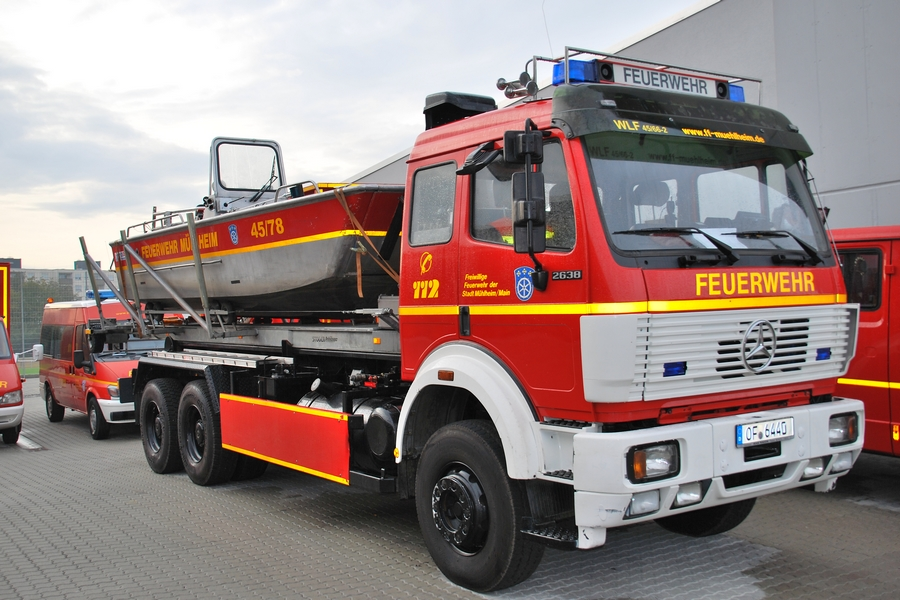
WLF mit AB-Mehrzweckboot (MZB)

Die Aufgaben des Wechselladerfahrzeugs sind vielseitig und ergeben sich durch den jeweiligen Abrollbehälter.
Einige Beispiele:
- Nachschub (AB-Pritsche, AB-Nachschub)
- Wasser und Schaummittel (AB-Tank-Wasser-Schaum)
- Dekontamination (AB-Dekon)
- Atemschutzversorgung (AB-Atemschutz)

Näheres zu den Abrollbehältern ist unter Abrollbehälter (Gefahrenabwehr) zu finden.

## Wechselladerfahrzeug mit Kran (WLF-Kran)
Das Wechselladerfahrzeug mit Kran (WLF-Kran) hat darüber hinaus noch einen Ladekran angebaut. Dieser muss sich hinter dem Fahrerhaus befinden, weil er sonst die Funktion des Wechselgerätes stört. Das Fahrzeug ist am Kran mit ausfahrbaren Abstützungen versehen. Ein Kran kann auch mit einem Abrollbehälter, in der Regel eine halbhohe Mulde oder eine Pritsche, kombiniert werden. Hier ist er in der Regel vorn auf dem Abrollbehälter montiert. Die Abstützungen können sich dann abklappbar am Behälter in Höhe des Krans befinden. Alternativ dazu kann sich auch die für einen Kranbetrieb des Abrollbehälters nötige Abstützung am Fahrzeug befinden, in der Regel ebenfalls hinter dem Fahrerhaus. Es gibt auch Abrollbehälter, bei denen ein (kleinerer) Ladekran und die klappbaren Stützen an anderer Stelle montiert sind, so z. B. mittig bei einem AB mit Gefahrgutbehältern der Berufsfeuerwehr Dortmund.

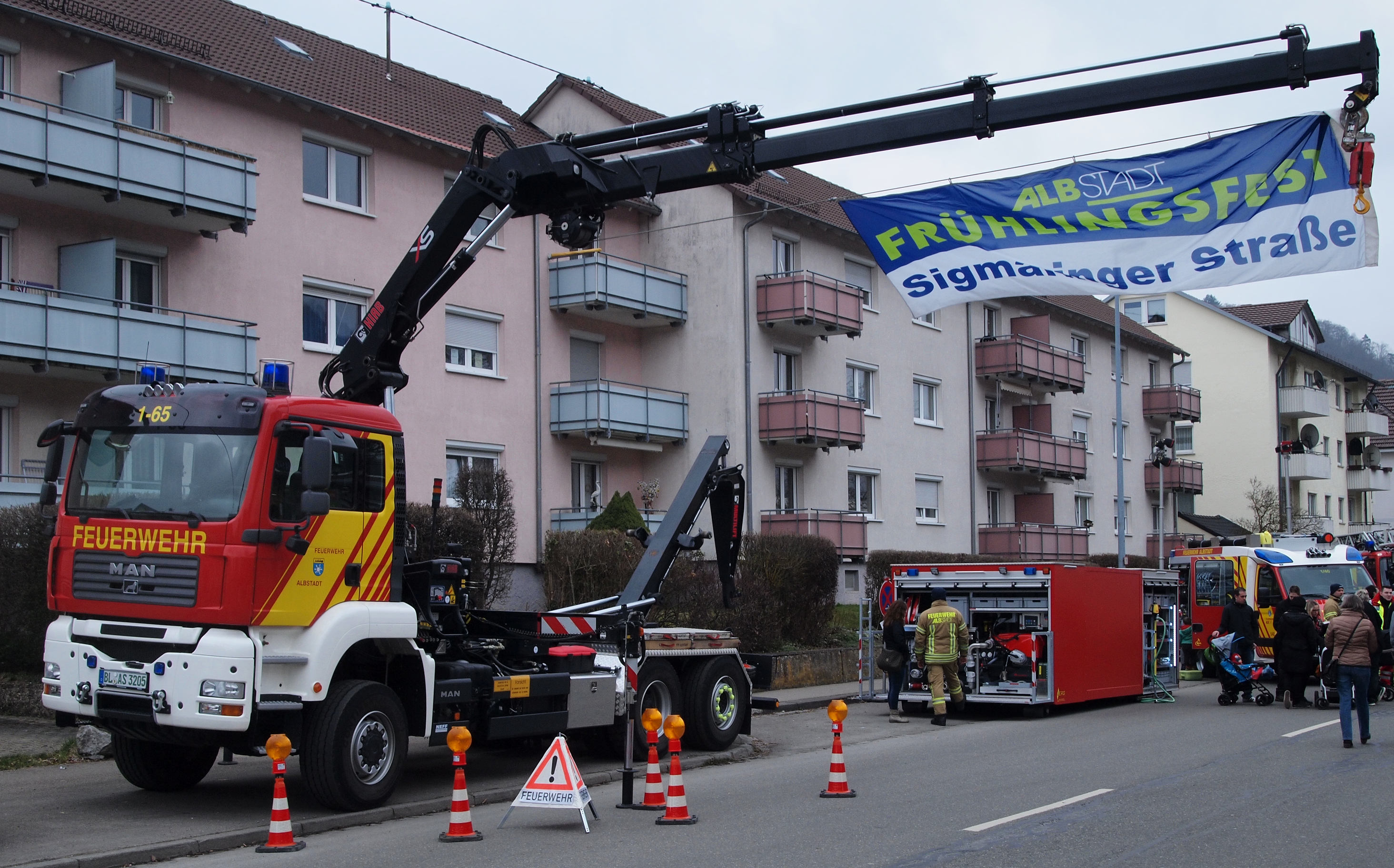
WLF-Kran mit ausgeklappten Kran und Haken

Hersteller von Ladekranen, die bei Feuerwehr-WLF zum Einsatz kamen, waren zunächst die Firmen Meiller (München), Atlas Weyhausen und Hiab (Schweden). Heute kommen Krane von MKG (Deutschland), Fassi (Italien) und Palfinger (Österreich) hinzu.
Ladekrane sind in den letzten Jahren immer leistungsfähiger geworden und reichen heute in Ausladung und Hubkraft in den unteren Bereich des Leistungsspektrums reiner Kranfahrzeuge hinein. Diese Entwicklung haben sich auch Feuerwehren zunutze gemacht, die solch schwere Krane auf Wechsellader, häufig in schwerer vierachsiger Ausführung, montieren ließen. In dieser Leistungsklasse ist Fassi, aber auch Palfinger, führend. Beispiele bei deutschen Feuerwehren sind das WLF-„Bergefahrzeug“ der BF Dresden, das WLF der Werkfeuerwehr des Flughafens Hahn/Hunsrück und das WLF der BF Augsburg.
Sinn der Ausrüstung von Wechselladerfahrzeugen mit einem Kran ist es, ein universelles Arbeits- und Nachschubfahrzeug bei der Feuerwehr einzusetzen. Mit dem Kran können (oben offene) Abrollbehälter be- und entladen, aber auch leichte bis mittelschwere Bergungs- und Hebearbeiten durchgeführt werden. Mit abgesatteltem Abrollbehälter ist der Kran deutlich besser und flexibler einsetzbar als beispielsweise der räumlich sehr eingeengte Heckkran eines Rüstwagens mit Kran (RW-Kran).

## Kurzbezeichnungen
Wechselladerfahrzeuge werden WLF abgekürzt. Sie haben keine Zahlenkombination hinter dem Kürzel, denn es gibt nur eine Variante, wodurch keine weitere Unterscheidung notwendig ist.

## Ausrückordnungen
Die Ausrückordnung des Wechselladerfahrzeugs hängt vom jeweils verlasteten Abrollbehälter ab.

## Technik

### Normung
Das Wechselladerfahrzeug ist genormt nach der DIN 14505. Wesentliche Anforderungen an Wechselladerfahrzeuge werden auch in der EN 1846-3 festgelegt.

### Fahrzeug-Daten

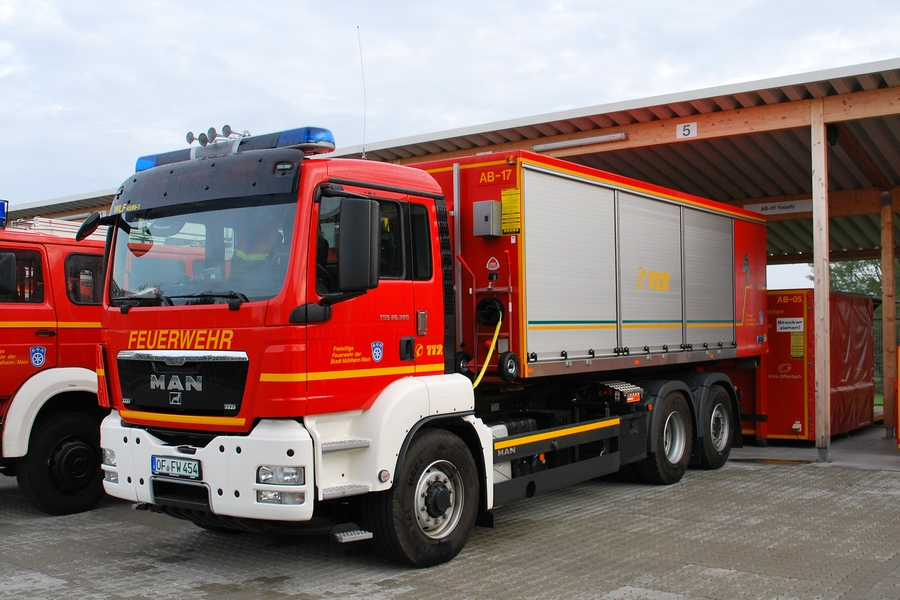
Dreiachs-WLF (6 × 2)

Wechselladerfahrzeuge werden in der Regel auf Straßenfahrgestelle, teilweise aber auch auf allradgetriebene Fahrgestelle aufgebaut. Bei dreiachsigen Fahrzeugen kann der Normalantrieb 6 × 2 (6 Räder, 2 angetrieben) oder 6 × 4 (6 Räder, vier hinten angetrieben) sowie der Allradantrieb in den Varianten 6 × 6 (alle Räder angetrieben) oder 6 × 4 / 2 (Räder vorn und hinten angetrieben, eine nicht-angetriebene Stütz- oder Lenkachse hinten) vorkommen. Bei vierachsigen Fahrzeugen sind entsprechende Varianten denkbar, häufig sind jedoch 8 × 8 (Vollallradantrieb, z. B. MAN Feuerwehr Duisburg), 8 × 4 (nur hinten angetrieben) oder 8 / 2 × 6 (zweite Achse vorn nicht-angetriebene Lenkachse). In der Regel werden WLF auf zwei- oder dreiachsigen Fahrgestellen aufgebaut, wobei auch hier ein Trend zu größeren Fahrzeugen zu verzeichnen ist. Es werden LKW-Fahrgestelle beschafft, deren zulässige Gesamtmasse 18 t (bei Zweiachsfahrgestellen) oder 26 t (bei Dreiachsfahrgestellen) beträgt. Bei einigen Feuerwehren sind auch vierachsige Fahrgestelle anzutreffen, wo die Gesamtmasse dann 32 t beträgt. Im Gegensatz zu Fahrzeugen, die in der freien Wirtschaft eingesetzt werden, hat ein Feuerwehr-WLF bestimmte Kriterien zu erfüllen. Nach Norm hat ein WLF mit ausreichender Beleuchtung ausgestattet zu sein, ein Abrollbehälter hat in mindestens 90 Sekunden auf- und wieder abgesattelt zu sein, die Wechselladereinrichtung muss in der Lage sein, das 1,1fache der Nutzlast des Fahrzeugs aufnehmen zu können.

### Aufbau- / Wechselladertechnik
In der Technik der Wechselladerfahrzeuge gab und gibt es fünf Systeme:
- Unterfahrsystem – wie die Wechselbrücken im Speditionsgewerbe, eingeführt 1971 bei der BF Berlin (nicht bewährt) und aktuell bei der Werkfeuerwehr BASF Ludwigshafen und der Berufsfeuerwehr Stuttgart.
- Schwenkarmsystem, auch Absetzkipper genannt – zwei seitliche Schwenkarme heben den Behälter auf das Fahrzeug. Die ersten Fahrzeuge in Mannheim (ca. 1955), Duisburg (1971) und München waren solche Fahrzeuge. Es gibt sie vereinzelt nach wie vor bei deutschen Feuerwehren, überwiegend bei Werkfeuerwehren (Infraserv Höchst, Merck, Stahlwerk Georgsmarienhütte, Vattenfall Schwarze Pumpe). Die BF Mannheim betrieb dieses System bis ca. 1990. Das System wurde von Meiller (München) und TeHa (Düsseldorf) bei Feuerwehren eingeführt.
- Seilsystem, auch Gleitkipper genannt. Je ein Seil rechts und links zieht den Behälter auf eine schräg gestellte Abgleitvorrichtung. Mit diesem System begannen alle Feuerwehren ab 1971/72 (Berlin, nachdem das Unterfahrsystem sich als unpraktikabel erwies, Hannover, Dortmund, Kassel, Bonn, Münster, Bremen), die keine Schwenkarmfahrzeuge beschafften. Die Fahrzeuge waren leichter als die Schwenkarmfahrzeuge, das Hakensystem gab es noch nicht. Später haben alle Feuerwehren, die mit diesem System begannen, in einer mehr oder weniger langen Doppelnutzungszeit auf das Hakensystem umgerüstet. Das Seilsystem wurde von der Kasseler Firma FeKa mit Geräten der schwedisch-finnischen Firma Multilift bei deutschen Feuerwehren eingeführt.

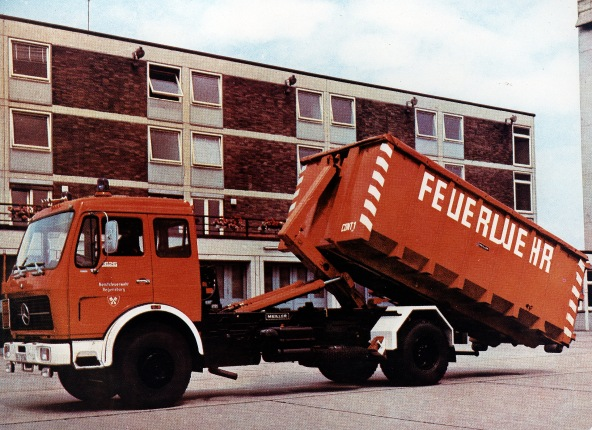
Abrollkipper

- Hakensystem – das heute übliche Wechselsystem, auch Abrollkipper genannt. Ein hydraulisch bewegter Haken zieht den Abrollbehälter auf das Fahrzeug. Das System wurde erstmals 1972 von der Firma Meiller (München) allgemein in den Markt eingeführt und ab ca. 1974 bei den Feuerwehren Duisburg, München und Frankfurt am Main eingesetzt, später lieferten neben Meiller auch Marrel (Erkrath), Atlas Weyhausen, Multilift (über Hiab Langenhagen) und viele andere Hersteller diese Systeme. Bei den Hakensystemen gibt es eine weitere Unterteilung in Schiebehaken und Knickhaken. Beim Schiebehaken ist der Hakenarm als Teleskop in den Hauptarm integriert, beim Knickhaken ist er über ein Knickgelenk mit dem Hauptarm verbunden.
- Niederflurhubwagen – auch diese, fast ausschließlich von der Firma Ruthmann (Gescher im Münsterland) gefertigten Sonderfahrzeuge werden bei einigen Feuerwehren als Wechselladerfahrzeuge eingesetzt, vor allem bei Werkfeuerwehren in der chemischen Industrie und bei einigen Berufsfeuerwehren (z. B. Frankfurt, München, Bremen, Köln und Düsseldorf).

### Feuerwehrtechnische Beladung
Auf dem Wechselladerfahrzeug ist an sich (nahezu) keine feuerwehrtechnische Beladung verlastet. Diese wird aber durch die jeweiligen Abrollbehälter aufgenommen.

## Vor- und Nachteile
Bekannt sind Wechselladerfahrzeuge mit diversen Abrollbehältern (AB) wie AB-Schaum, AB-Gefahrgut, AB-Rüst, AB-Pritsche usw. Ein WLF ist also regelmäßig eine kostengünstige Alternative zu mehreren Einzelfahrzeugen. Bei Schäden an einem Abrollbehälter sind diese getrennt vom restlichen Wechselladerkonzept austauschbar. Ebenso kann durch einen Kranaufbau die Vielseitigkeit des Fahrzeugs, insbesondere für Technische Hilfeleistungen, erhöht werden. Auf der anderen Seite können bei einem komplexen Einsatz oder mehreren parallel verlaufenden Einsätzen, die eine Vielzahl von Abrollbehältern erfordern, aufgrund fehlender Trägerfahrzeuge Probleme entstehen. Auch kann beim Ausfall des WLF die gesamte Bandbreite an vorhandenen Abrollbehältern nicht an die Einsatzstelle gebracht werden. Diese Probleme gäbe es bei getrennten Einsatzfahrzeugen mit fest zugewiesener Beladung nicht. Wegen letzterem Aspekt kann sich abhängig von den örtlichen Begebenheiten mindestens ein Redundanz-WLF anbieten. Aufgrund der Größe und Masse sind Wechselladerfahrzeuge in aller Regel nicht geländegängig und können bei beengten Straßenverhältnissen (zum Beispiel im ländlichen Raum oder bei Altstadtkernen) schnell an ihre Grenzen stoßen.

## Geschichte
Die Geschichte der Wechselladerfahrzeuge ist noch relativ jung. Es gibt noch keine zurückgezogenen Normen oder Ähnliches. WLF werden oft angeschafft, wenn andere alte Fahrzeuge wie GW-G ersetzt werden sollen, um das Nutzungsspektrum bei gleichbleibenden Unterhaltungskosten zu erweitern. Die Feuerwehr Mannheim war 1955 deutschlandweit die erste Feuerwehr, die das System der Wechselladerfahrzeuge einsetzte. Wechselladerfahrzeuge wurden erstmals im Jahr 1980 genormt, in Hannover, Dortmund, Duisburg, Berlin und München waren aber schon seit 1971, in Mannheim – wo das erste WLF einer Feuerwehr in Dienst gestellt wurde – sogar seit etwa 1955 Abrollbehälter bei den Feuerwehren im Dienst. Die Feuerwehr Balingen/Zollernalbkreis war 1991/1992 die erste Freiwillige Feuerwehr in Baden-Württemberg, die das Wechselladersystem mit zwei WLF und vier Abrollbehälter eingeführt hat. Die Konzeption wurde vom damaligen Feuerwehrkommandanten Brandoberamtsrat a. D. Johannes Frank entwickelt und umgesetzt. Johannes Frank war von 1978 bis 1986 Feuerwehrbeamter bei der Berufsfeuerwehr Mannheim.